# Grünalmbach
Grünalmbach är ett vattendrag i Österrike.   Det ligger i förbundslandet Tyrolen, i den centrala delen av landet, 300 km sydväst om huvudstaden Wien.
I omgivningarna runt Grünalmbach växer i huvudsak blandskog. Runt Grünalmbach är det ganska glesbefolkat, med 26 invånare per kvadratkilometer.